# A Ready-Made Maid
A Ready-Made Maid è un cortometraggio muto del 1916 diretto da Arthur Hotaling.

## Produzione
Il film fu prodotto dalla Lubin Manufacturing Company.

## Distribuzione
Distribuito dalla General Film Company, il film - un cortometraggio di una bobina - venne distribuito nelle sale statunitensi il 1º gennaio 1916.